# Golek (gmina Krško)
Golek – wieś w Słowenii, w gminie Krško. W 2018 roku liczyła 116 mieszkańców.